# Ponědrážka
Obec Ponědrážka se nachází v okrese Jindřichův Hradec v Jihočeském kraji. Žije zde 82 obyvatel. V Ponědrážce byla v roce 1990 vyhlášena vesnická památková zóna.

## Název
Název vesnice byl pravděpodobně odvozen od osobního jména Ponědrah, podobně jako u sousední vsi Ponědraže. Až do 20. století se užívalo názvu Ponědrážko, současná podoba názvu má ženský rod - Ponědrážka. V německých pramenech se lze setkat se zkomoleným názvem Poniedraschko.

## Přírodní poměry
Na západním okraji obce se nachází Ponědrážkovský rybník. Do území obce zasahuje národní kulturní památka Rožmberská rybniční soustava.

## Historie
První písemná zmínka o Ponědrážce pochází z roku 1379, kdy byla součásti rožmberského panství. První jména zdejších hospodářů jsou známa až z roku 1424 a upozorňují, že osídlenci byli Češi. V obci bývaly dva mlýny, Okrouhlíkův a Bickův. Roku 1469 byla Ponědrážka zastavena bratrům Klaricům, od roku 1518 je již opět uváděna jako součást rožmberského panství.
V letech třicetileté války byla Ponědrážka hodně poškozena. V polovině 16. století obhospodařovalo 13 usedlostí v Ponědrážce celkem 10 lánů a 3 jitra polností, ze kterých měli předepsaný roční plat 4 kopy a 18 grošů. Roku 1674, dvacet šest let po válce, je známo již 11 usedlostí a ves se podařilo obnovit.

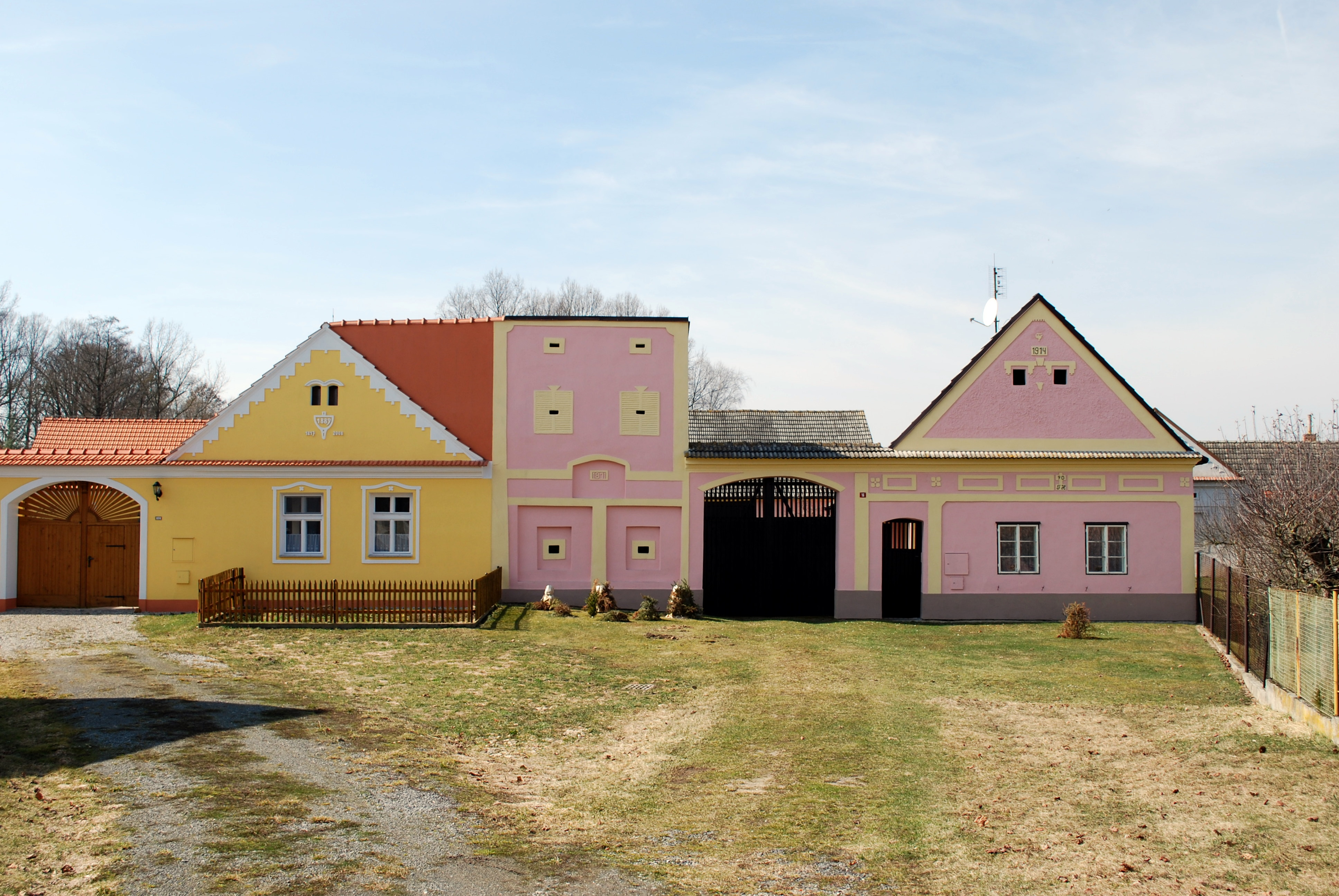
Budovy vystavěné v selském baroku

V blízkém lese Kopaniny se nacházela ložiska železné rudy. Škola v Ponědrážce začala fungovat roku 1879. Elektrifikace proběhla poměrně pozdě a to roku 1947.

## Přírodní poměry
Ponědrážka se nachází v chráněné krajinné oblasti Třeboňsko a v evropsky významné lokalitě Hliníř – Ponědrážka. Severozápadně od vesnice leží přírodní rezervace Rašeliniště Hovízna.

## Pamětihodnosti
- Kaple na návsi
- Usedlosti udržované v původním stylu selského baroka
- Soustava rybníků propojená Zlatou stokou, kterou vybudoval Štěpánek Netolický pro rod Rožmberků
- Podle legendy by měl být pod každým stromem na návsi zakopaný poklad